# Commandements
Pour les articles homonymes, voir Commandement et Les Dix Commandements.
Pour plus de détails, voir Fiche technique et Distribution.
Commandements (Commandments) est une comédie dramatique américaine réalisée par Daniel Taplitz, sortie en 1997.

## Synopsis
Seth est un homme bien, sans histoire, mais qui vient d'enchaîner une série incroyable de mésaventures : sa femme enceinte est portée disparue dans l'océan à la suite d'un voyage en bord de mer, sa maison a été détruite par une mini-tornade qui a laissé toutes les autres maisons du voisinage intactes, il a été renvoyé de son travail et frappé par la foudre qui l'a blessé ainsi que son chien… Pendant qu'il est en convalescence à l'hôpital, il en arrive à la conclusion que Dieu en a après lui. Son beau-frère, Harry, lui dit que ce serait normal, vu que, sans en avoir conscience, il viole facilement plusieurs commandements divins par jour. Seth, qui ne trouve pas cela juste, se révolte et décide de violer cette fois-ci consciemment chacun des dix commandements, en commençant par séduire la femme d'Harry, Rachel…

## Fiche technique
- Titre : Commandements
- Titre original : Commandments
- Réalisation : Daniel Taplitz
- Scénario : Daniel Taplitz
- Production : Michael Chinich, Daniel Goldberg (en), Joe Medjuck (en), Nellie Nugiel, Ivan Reitman, Jono Abrams
- Musique : Joseph Vitarelli
- Photographie : Sławomir Idziak
- Montage : Michael Jablow
- Direction artistique : Robin Standefer
- Chef décorateur : Stephen Alesch, Kate Yatsko
- Costumes : John A. Dunn
- Pays de production : États-Unis
- Langue : anglais
- Genre : comédie dramatique
- Durée : 88 minutes
- Dates de sortie : 
  - États-Unis : 2 mai 1997
  - Islande : 13 janvier 1998
  - Finlande : 11 février 1998

## Distribution
- Aidan Quinn : Seth Warner
- Courteney Cox : Rachel Luce
- Anthony LaPaglia : Harry Luce
- Pamela Gray : Melissa Murphy
- Tom Aldredge : M. Mann
- Alice Drummond : Mme Mann
- Pat McNamara : Le chef de la police Warren
- Louis Zorich : Rudy Warner
- Joanna Going : Karen Warner (non créditée)
- Scott Sowers : L'inspecteur Malhoney

## Distinctions

### Nomination
- Saturn Award 1998 : 
  - Meilleure musique (Joseph Vitarelli)